# Vavuniya
Vavuniya (syng. වවුනියාව, tamil. வவுனியா) – miasto w Sri Lance, w prowincji Północna.